# Charles-Alexandre de Hénin-Liétard d'Alsace
Charles Alexandre Marc Marcelin de Hénin-Liétard d'Alsace (1744–1794), prince de Hénin et comte de Beaumont, était un prince du Saint Empire romain qui prit la nationalité française. Pendant la Révolution française, il fut guillotiné pour complot contre-révolutionnaire.

## Biographie

### Famille
Il est né à Bruxelles le 17 juin 1744 fils d'Alexandre Gabriel Joseph de Hénin-Liétard (ru), prince de Chimay et du Saint-Empire, marquis de La Verre, comte de Boussu et de Beaumont, et de Gabrielle Françoise de Beauvau-Craon, il a été baptisé à Saint Jacques-sur-Coudenberg. C'est le petit-fils de Marc de Beauvau-Craon, l'archevêque de Malines, le cardinal d'Alsace, était son oncle.
Le 29 septembre 1766, il épousa en France Adélaïde Félicité Étiennette de Monconseil, fille d'Étienne Guinot, marquis de Monconseil (1750–1823) et de Cécile Thérèse Rioult de Curzay. Adélaïde devint une dame de la maison de la reine Marie-Antoinette. Elle fut présentée à la reine à Versailles par sa belle-sœur, la princesse de Chimay.

### Vie
Hénin devient capitaine d'une compagnie de gardes du corps rattachée au comte d'Artois, futur Charles X de France.
Sa relation avec la chanteuse d'opéra Sophie Arnould, alors que sa femme avait une liaison avec le chevalier de Coigny fit scandale dans la haute société française,. Il fut surnommé le prince des nains en référence à sa stature intellectuelle.

### Décès
Pendant la Révolution, il fut incarcéré dans l'ancien palais du Luxembourg, alors utilisé comme prison. Le 7 juillet 1794, dans les derniers jours de la Terreur, il fut l'un des cinquante-neuf suspects jugés sommairement par le Tribunal révolutionnaire et exécutés comme conspirateurs contre-révolutionnaires,. La princesse douairière survécut à la Révolution, mourant sans héritiers en 1823.

## Succession
Comme Hénin était né sujet des Habsbourg autrichiens et mort en laissant un testament dont l'unique bénéficiaire était déjà décédé, le règlement de sa succession, qui ne put avoir lieu qu'après 1814, devint un cas test du droit successoral (qui avait subi de nombreux changements entretemps),.